# Teatro Verdi (Montecatini Terme)
Il Teatro Verdi è un teatro situato a Montecatini Terme.

## Storia e descrizione
Progettato nel 1928-29 dall'architetto Lodovico Fortini per conto della Società Esercizi Teatrali come grande  teatro all'aperto da realizzarsi nel parco dei divertimenti di proprietà della Società delle Nuove Terme, il teatro venne inaugurato nel 1930 con Aida di Giuseppe Verdi. Unica struttura muraria del nuovo teatro era la torre del  palcoscenico che aveva i requisiti tipici dei palcoscenici dei teatri da melodramma della fine dell'Ottocento, con  ballatoi di servizio e camerini disposti nella zona del retropalco; la sala invece, che presentava una tipologia a ferro di cavallo, era divisa in tre settori, leggermente incassati e inclinati quelli più vicini al palcoscenico,  più ampio e di raccordo con il piano del giardino, il terzo.
Nel 1981 il teatro è stato ampiamente ristrutturato su progetto del dottor A. Marchetti e dell'ingegner P. Morandi:   la platea è stata munita di una copertura fissa in tensostruttura (ingegner Carmelo Pucci); il palcoscenico ha visto rinnovate sia le murature che i servizi igienico-sanitari, gli impianti tecnici e di sicurezza.
Il teatro ha ospitato fino al 1940 prevalentemente spettacoli lirici, quindi è stato utilizzato anche come cinematografo. Più recentemente ha ospitato spettacoli di grandi dimensioni ed è stato utilizzato come teatro studio dalla RAI in occasione di alcuni spettacoli radiotelevisivi (Di che vizio sei?, nel 1988).
L'impiantistica del teatro, all'inizio degli anni novanta, è stata adeguata alle vigenti normative di sicurezza.